# Peter-Paul Pradeeban
Peter-Paul Pradeeban (* 17. Mai 1977 in Colombo) ist ein Sri-Lanker Tischtennistrainer und -spieler mit internationaler Karriere seit 1996. Bis 2008 nahm er an neun Weltmeisterschaften und 2008 an den Olympischen Spielen teil.

## Werdegang
Peter-Paul Pradeeban wurde in Sri Lanka geboren. Ende der 1980er Jahre floh er mit seiner Familie nach Deutschland, um der politischen Verfolgung in der Heimat zu entgehen. In Würzburg widmete er sich erstmals dem Tischtennissport. Beim Verein DJK Würzburg  machte er rasch Fortschritte und wurde im Dezember 1992 zusammen mit Marko Marijanovic Bayerischer Jugendmeister im Doppel.
1993 übersiedelte die Familie nach Kanada. In Ottawa besuchte er die Rideau High School und das Algonquin College. Seit 1996 spielte er Tischtennis unter kanadischer Flagge. Allerdings war er auch weiter in Deutschland aktiv. So spielte er in der Saison 1994/95 für den TV Ochsenfurt. 1997 schloss er sich dem Verein DJK Kleinwallstadt an. Von 1997 bis 2008 nahm er an neun Weltmeisterschaften teil, kam dabei aber nie in die Nähe von Medaillenrängen. Erfolgreicher war er bei den Panamerikanischen Spielen, bei denen er 1999 im Einzel und 2007 mit der Mannschaft Bronze gewann.
2008 qualifizierte er sich für die Teilnahme an den Olympischen Spielen. Hier unterlag er im Einzel in der Qualifikationsrunde dem Brasilianer Gustavo Tsuboi. Auch in den Mannschaftskämpfen blieb er ohne Sieg. Dabei führte er gegen Timo Boll bereits mit 2:0 Sätzen, verlor aber noch mit 2:3.
2007, 2008 und 2018 gewann er die Nordamerikanischen Meisterschaften im Einzel. Seine Erfolge auf dem nordamerikanischen Kontinent berechtigten ihn mehrmals zur Teilnahme an den World Cups.
Später wurde er in Kanada Tischtennistrainer.